# Bézu-Saint-Éloi
Bézu-Saint-Éloi è un comune francese di 1 350 abitanti situato nel dipartimento dell'Eure nella regione della Normandia.

## Società

### Evoluzione demografica
Abitanti censiti